# Francesco Buonvisi
Francesco Buonvisi (Lucca, 16 de maio de 1626 - Roma, 25 de agosto de 1700) foi um cardeal do século XVIII

## Biografia
Nasceu em Lucca em 16 de maio de 1626. Filho de Vincenzo Buonvisi e Maria Gabrielli. Sobrinho do cardeal Girolamo Buonvisi (1657). Seu sobrenome também está listado como Bonvisi.
Estudos iniciais no Seminário de Lucca sob a orientação de Giuseppe Lorenzi, notável gramático e antiquário, aluno de Giusto Lipsio; depois, foi para Roma e estudou na Universidade La Sapienza , onde obteve o doutorado in utroque iure , direito canônico e civil, em 14 de dezembro de 1666. Recebeu a tonsura clerical em 21 de junho de 1659.
Em novembro de 1644, foi chamado a Roma por seu tio Girolamo, então clérigo da Câmara Apostólica e prefeito de Annona . Sob a orientação do tio, começou a adquirir boa prática nos assuntos da Cúria Romana. Quando o tio Girolamo caiu em desgraça no pontificado do Papa Inocêncio X, ele voltou para Lucca junto com seu sobrinho. Em sua cidade natal, iniciou a carreira política e foi chamado para integrar a magistratura do Decemviri. Após a morte do Papa Inocêncio X e a eleição ao papado do Cardeal Fabio Chigi, protetor de Gerolamo Buonvisi, induziu ele e seu sobrinho a retornarem a Roma. Logo o novo papa Alexandre VII mostrou seu favor para com os dois luchesianos elevando Girolamo ao cardinalato em 9 de abril de 1657 e nomeando Francesco mestre de câmara do cardeal Flavio Chigi, sobrinho do papa. Francesco permaneceu nesse cargo por doze anos. Em 1664, ele foi com o cardeal Chigi para uma missão em Paris e, em seu retorno, o papa Alexandre VII induziu Francesco a tomar o hábito eclesiástico e o nomeou cônego da patriarcal basílica de Latrão. Ele também foi nomeado camareiro particular de Sua Santidade. Secretário da Congregação das Águas. Referendário do Tribunal da Assinatura Apostólica da Justiça e da Graça.
Eleito arcebispo titular de Tessalônica, com dispensa por ainda não ter recebido as sagradas ordens, em 16 de junho de 1670. Assistente do Trono Pontifício, em 24 de junho de 1670. Consagrado em 6 de julho de 1670, igreja de S. Andrea della Valle, Roma, pelo cardeal Carlo Carafa, coadjuvado por Giovanni Spinola, arcebispo de Gênova, e por Federico Baldeschi, arcebispo titular de Cesaréia. Na mesma cerimônia foi consagrado Francesco Nerli, iuniore , arcebispo titular de Adrianopoli, futuro cardeal. Núncio em Colônia, 16 de julho de 1670. Núncio extraordinário na Polônia, 3 de novembro de 1672. Núncio na Polônia, 20 de julho de 1673; ele trabalhou para a eleição em 21 de maio de 1674 de Jan Sobieski ao trono polonês. Núncio na Áustria de 28 de julho de 1675 a 1689.
Criado cardeal sacerdote no consistório de 1º de setembro de 1681. Não participou do conclave de 1689, que elegeu o papa Alexandre VIII. Recebeu o gorro vermelho e o título de S. Stefano al Monte Celio, em 14 de novembro de 1689. Transferido para a sé de Lucca, com título pessoal de arcebispo, em 27 de setembro de 1690. Introduziu em sua diocese a devoção das quarenta horas ( um período especial de quarenta horas de oração contínua feita diante do Santíssimo Sacramento em exposição solene). Participou do conclave de 1691, que elegeu o Papa Inocêncio XII.
Morreu em Roma em 25 de agosto de 1700, às 5h, Lucca. Exposto na catedral de Lucca e enterrado na capela Buonvisi na basílica de S. Frediano, Lucca.